# Meistriliiga 2004
Die Meistriliiga 2004 war die 14. Spielzeit der höchsten estnischen Fußball-Spielklasse der Herren. Gespielt wurde von 13. März bis 31. Oktober 2004.

## Saison
FC Levadia Tallinn, der in den Jahren zuvor als FC Levadia Maardu aufgetreten war, gewann die Meisterschaft. Als amtierender estnischer Meister scheiterte Levadia in der folgenden Champions-League-Saison 2005/06 in der Qualifikation an Dinamo Tiflis.
Der alte Levadia Tallinn wurde zur zweiten Mannschaft und musste die Meistriliiga verlassen. JK Merkuur Tartu übernahm dessen Lizenz. In der Saison gab es keinen direkten Absteiger in die Esiliiga. FC Lootus Alutaguse ging am Ende der Spielzeit in die Relegation und musste sich Dünamo Tallinn in zwei Spielen geschlagen geben.

## Vereine
| Verein              | Stadt        | Stadion                | Kapazität |
| ------------------- | ------------ | ---------------------- | --------- |
| FC Flora Tallinn    | Tallinn      | A. Le Coq Arena        | 9.692     |
| FC TVMK Tallinn     | Tallinn      | Kadrioru staadion      | 5.000     |
| FC Levadia Tallinn  | Tallinn      | Kadrioru staadion      | 5.000     |
| FC Lootus Alutaguse | Kohtla-Järve | Sportikeskuse staadion | 2.200     |
| Tulevik Viljandi    | Viljandi     | Viljandi Linnastaadion | 2.000     |
| JK Trans Narva      | Narva        | Kreenholmi staadion    | 2.000     |
| JK Merkuur Tartu    | Tartu        | Ülenurme staadion      | 0500      |
| FC Valga            | Valga        | Keskstaadion           | 0452      |

## Abschlusstabelle
| Pl. | Verein                  | Sp. | S  | U | N  | Tore    | Diff. | Punkte |
| --- | ----------------------- | --- | -- | - | -- | ------- | ----- | ------ |
| 1.  | FC Levadia Tallinn (P)  | 28  | 21 | 6 | 1  | 082:140 | +68   | 69     |
| 2.  | FC TVMK Tallinn         | 28  | 19 | 6 | 3  | 089:290 | +60   | 63     |
| 3.  | FC Flora Tallinn (M)    | 28  | 18 | 4 | 6  | 083:250 | +58   | 58     |
| 4.  | JK Trans Narva          | 28  | 15 | 2 | 11 | 043:390 | +4    | 47     |
| 5.  | JK Merkuur Tartu        | 28  | 10 | 5 | 13 | 047:580 | −11   | 35     |
| 6.  | Tulevik Viljandi        | 28  | 6  | 7 | 15 | 030:530 | −23   | 25     |
| 7.  | FC Valga                | 28  | 5  | 2 | 21 | 030:800 | −50   | 17     |
| 8.  | FC Lootus Alutaguse (N) | 28  | 1  | 2 | 25 | 011:117 | −106  | 05     |

Platzierungskriterien: 1. Punkte – 2. Siege – 3. Tordifferenz – 4. geschossene Tore

| (M) | amtierender Meister     |
| (P) | amtierender Pokalsieger |
| (N) | Neuaufsteiger           |

### Kreuztabelle
| Spieltage 1–14      | FC Levadia Tallinn | FC TVMK Tallinn | FC Flora Tallinn | JK Trans Narva | JK Merkuur Tartu | Tulevik Viljandi | FC Valga | FC Lootus Alutaguse |
| ------------------- | ------------------ | --------------- | ---------------- | -------------- | ---------------- | ---------------- | -------- | ------------------- |
| FC Levadia Tallinn  |                    | 3:0             | 2:2              | 2:0            | 6:0              | 6:1              | 3:0      | 4:0                 |
| FC TVMK Tallinn     | 0:0                |                 | 1:4              | 2:0            | 1:3              | 3:1              | 3:1      | 5:0                 |
| FC Flora Tallinn    | 0:2                | 2:2             |                  | 2:0            | 3:0              | 0:1              | 1:0      | 6:0                 |
| JK Trans Narva      | 1:1                | 1:4             | 0:2              |                | 1:2              | 1:0              | 2:1      | 1:0                 |
| JK Merkuur Tartu    | 1:3                | 0:2             | 0:1              | 0:2            |                  | 2:1              | 4:0      | 1:1                 |
| Tulevik Viljandi    | 0:1                | 0:3             | 1:5              | 0:3            | 1:4              |                  | 2:0      | 0:0                 |
| FC Valga            | 1:5                | 2:5             | 0:6              | 0:2            | 2:0              | 3:3              |          | 0:1                 |
| FC Lootus Alutaguse | 0:5                | 0:2             | 1:8              | 2:6            | 1:2              | 0:1              | 0:2      |                     |

| Spieltage 15–28     | FC Levadia Tallinn | FC TVMK Tallinn | FC Flora Tallinn | JK Trans Narva | JK Merkuur Tartu | Tulevik Viljandi | FC Valga | FC Lootus Alutaguse |
| ------------------- | ------------------ | --------------- | ---------------- | -------------- | ---------------- | ---------------- | -------- | ------------------- |
| FC Levadia Tallinn  |                    | 0:0             | 2:0              | 0:1            | 0:0              | 1:0              | 3:0      | 7:0                 |
| FC TVMK Tallinn     | 2:2                |                 | 1:1              | 2:0            | 5:1              | 2:1              | 4:0      | 13:0                |
| FC Flora Tallinn    | 0:2                | 2:3             |                  | 1:3            | 3:0              | 4:0              | 2:0      | 9:0                 |
| JK Trans Narva      | 0:6                | 2:3             | 0:2              |                | 2:2              | 2:0              | 3:1      | 1:0                 |
| JK Merkuur Tartu    | 2:5                | 1:5             | 3:5              | 2:1            |                  | 0:0              | 1:2      | 4:1                 |
| Tulevik Viljandi    | 1:4                | 1:1             | 0:0              | 1:2            | 2:2              |                  | 2:1      | 5:0                 |
| FC Valga            | 2:4                | 0:5             | 1:6              | 1:3            | 1:7              | 2:2              |          | 5:1                 |
| FC Lootus Alutaguse | 0:3                | 0:10            | 0:6              | 0:3            | 1:3              | 1:3              | 0:2      |                     |

## Relegation
| Datum             |                     | Ergebnis  |                     | Tore                                                                          |
| ----------------- | ------------------- | --------- | ------------------- | ----------------------------------------------------------------------------- |
| 13. November 2004 | Dünamo Tallinn      | 1:2 (1:1) | FC Lootus Alutaguse | 0:1 Popov (30.), 1:1 Butajev (44.) 1:2 Ametov (90.+3')                        |
| 20. November 2004 | FC Lootus Alutaguse | 0:4 (0:2) | Dünamo Tallinn      | 0:1 Tšernoussov (8.), 0:2 Krivošein (32.), 0:3 Butajev (65.), 0:4 Semko (76.) |
| Gesamt:           | Dünamo Tallinn      | 5:2       | FC Lootus Alutaguse |                                                                               |

## Torschützenliste
| Pl. | Spieler              | Verein           | Tore |
| --- | -------------------- | ---------------- | ---- |
| 1.  | Vjatšeslav Zahovaiko | FC Flora Tallinn | 28   |
| 2.  | Ingemar Teever       | FC TVMK Tallinn  | 18   |
| 3.  | Egidijus Juška       | TVMK Tallinn     | 16   |
| 4.  | Andrei Antonow       | FC Valga         | 13   |
| 4.  | Tarmo Neemelo        | FC TVMK Tallinn  | 13   |